# Mühlbachl
Mühlbachl är en ort i kommunen Matrei am Brenner i distriktet Innsbruck-Land i förbundslandet Tyrolen i Österrike. Den ligger 15 km söder om Tyrolens huvudstad Innsbruck.
Mühlbachl var tidigare en självständig kommun, men blev den 1 januari 2022 en del av kommunen Matrei am Brenner. Kommunen bestod av sju orter (Ortschaften) (inom parentes invånarantal 1 januari 2024):

- Matreiwald (61)
- Mühlbachl (61)
- Mühlbachl Altstadt (24)
- Mützens (381)
- Obfeldes (29)
- Statz (594)
- Zieglstadl (290)